# Vallecorsa
Vallecorsa település Olaszországban, Lazio régióban, Frosinone megyében. Lakosainak száma 2407 fő (2023. január 1.). Vallecorsa Amaseno, Castro dei Volsci, Fondi, Lenola és Monte San Biagio községekkel határos.

## Népesség
A település lakossága az elmúlt években az alábbi módon változott:
| Lakosok száma | 2621 | 2574 | 2407 |
|               | 2017 | 2018 | 2023 |